# أيوجين مايكل جونز
أيوجين مايكل جونز (ولد في 4 مايو 1948) كاتب أمريكي، وأستاذ جامعي سابق، ومعلق إعلامي ورئيس تحرير مجلة حروب الثقافة Culture Wars magazine  (سابقاً مجلة فيديليتي). ومن المعروف عن جونز كتاباته الدفاعية عن الكنيسة الكاثوليكية في المجتمع الأمريكي، ومراجعات لتراجع المجتمعات الكاثوليكية التي تم استيعابها في التيار الأمريكي العلماني بعد الخمسينيات.

## بدايات حياته المهنية
ولد في فيلادلفيا، بنسلفانيا، ونشأ في الكنيسة الكاثوليكية الرومانية، لكنه فقد الاهتمام بها في مرحلة المراهقة. وانخرط في الثقافة المضادة في الستينيات. ولم يعثر على الراحة بتركه لدينه ورجع إلى المسيحية بعد قراءة كتاب جبل من ستة طوابق لمؤلفه توماس ميرتون. حصل جونز على الدكتوراه. من جامعة تمبل وبدأ التدريس في كلية سانت ماري، نوتردام، إنديانا. وخاب أمله فيها وقال إن هذه الكلية تعتبر (على حد قول مايكل كونيو، الذي أجرى معه المقابلة) «نقيض ما ينبغي أن تكون عليه كلية كاثوليكية»، لأنها تؤيد حرية الاختيار، والتيار النسوي «الفمنيزم» والعلمانية.
وجاهر بآرائه مما أدى إلى نزاعات مع كثير من المدرسين ومع رئيسة قسمه، وحتى مع رئيس الكلية. قرر القسم أنه يعتبر شخص مفرط التدين، ورفض تجديد عقده، بعد عامه الأول.

## مؤلفاته
اهتمت مؤلفات جونز في المقام الأول بالعلاقة بين الكنيسة الكاثوليكية والثقافة العلمانية، فضلاً عن الثورة الجنسية والآثار الثقافية الأوسع للمجمع الفاتيكاني الثاني. وقد ركز تأليفه لاحقاً على الاحتكاك التاريخي بين الكنيسة الكاثوليكية واليهود، وفي عام 2004، أدانت الرابطة الكاثوليكية «معاداة السامية عند جونز ورفضت جهوده لتبريرها باسم اللاهوت الكاثوليكي».
ونفى جونز الاتهامات بمعاداة السامية ويقول إن كل أنواع العنصرية هي ضد إيمانه الكاثوليكي. ولكن هصرح علنا أنه يعتبر اليهودية الحديثة إيديولوجية شريرة، لكنه يدين انتقاد اليهود على أساس عرقي. في مقابلة مع صحيفة واشنطن تايمز ، قال جونز إنه يرفض العنصرية بجميع أشكالها، بما يتفق مع التعليم الكاثوليكي،  ورد على إلغاء مؤتمره في الجامعة الكاثوليكية الأمريكية في مقال على مجلة الحروب الثقافية .

## العمل الحالي
ركز جونز في السنوات الأخيرة، على كتابة العديد من المقالات الدراسية عن الربا وقضايا اقتصادية أوسع. وكتب كتابا بعنوان " المعدن السيء: تاريخ الرأسمالية باعتباره الصراع بين العمل والرب .

## قائمة الببلوغرافيا
- The Angel and the Machine: The Rational Psychology of Nathaniel Hawthorne (1991) Open Court Publishing, (ردمك 978-0-89385-195-8)
- Degenerate Moderns: Modernity as Rationalized Sexual Misbehavior (1993), Ignatius Press, (ردمك 0-89870-447-2)
- Dionysos Rising: The Birth of Cultural Revolution Out of the Spirit of Music (1994), Ignatius Press, (ردمك 0-89870-484-7)
- Living Machines: Bauhaus Architecture As Sexual Ideology (1995) Ignatius Press, (ردمك 0-89870-464-2)
- Libido Dominandi: Sexual Liberation & Political Control (1999), St. Augustine's Press, (ردمك 1-58731-465-7)
- Monsters From the Id: The Rise of Horror in Fiction and Film (2000), Spence Publishing (ردمك 1-890626-06-6)
- The Slaughter of Cities: Urban Renewal as Ethnic Cleansing (2005), St. Augustine's Press, (ردمك 1-58731-775-3)
- "Manipulating Catholic Support: The Black Operation Known as 'Conservatism'," in: Neo-Conned

! Again: Hypocrisy, Lawlessness, and the Rape of Iraq. IHS Press, pp. 171–180 (ردمك 978-1932528077)
صحافة الإخلاص
- هل نوتردام لا تزال كاثوليكية؟
- جون كاردينال كرول والثورة الثقافية (1995)، (ردمك 0-929891-02-3)
- خداع ميديوغوريه: ملكة السلام، التطهير العرقي، دمرت حياة (1998)، (ردمك 0-929891-05-8)
- الروح الثورية اليهودية وتأثيرها على تاريخ العالم (2008)، (ردمك 0-929891-07-4)
- هل نوتردام لا تزال كاثوليكية؟ [الطبعة الثانية الموسعة] (2009)، (ردمك 978-0-929891-01-9)
- الباليه وقوف السيارات: تنفيذ كسارة البندق كقانون مضادة للثورة (2009)، (ردمك 978-0-929891-08-8)
- بارن ميتال: تاريخ الرأسمالية باعتباره الصراع بين الربا والعمل (2014)، (ردمك 0-929891-14-7)

## وصلات خارجية
- مجلة حروب الثقافة، صحافة الإخلاص
- مايكل جونز على يوتوب